# Mateus 16

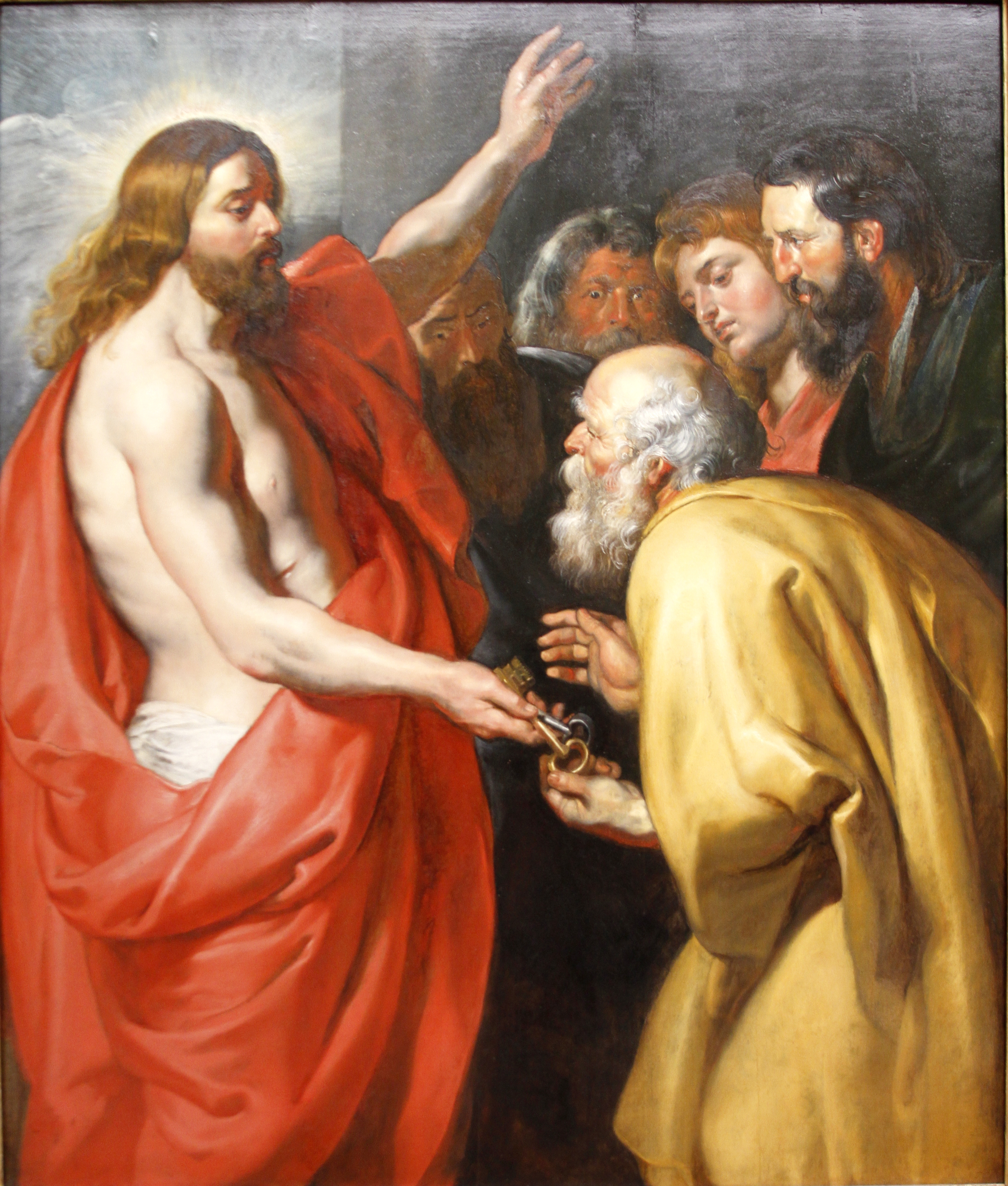
Confissão de Pedro, um dos episódios mais importantes do Novo Testamento, é relatado em Mateus 16.
1614. Por Rubens, atualmente na Gemäldegalerie de Berlim.

Mateus 16 é o décimo-sexto capítulo do Evangelho de Mateus no Novo Testamento da Bíblia e narra os eventos do ministério de Jesus na Judeia, já durante sua viagem final para Jerusalém. 

## Sinal de Jonas
Em Mateus 12 (Mateus 12:38–42) Jesus explica que o "Sinal de Jonas" é o único sinal que Jesus dará para "uma geração má e adúltera" que o tempo todo lhe pede por sinais. O próprio Jesus explica que, assim como o profeta Jonas "esteve três dias e três noites no ventre do grande peixe, assim o Filho do homem estará três dias e três noites no coração da terra", uma clara referência à sua ressurreição e a Jonas 1:15–17. Neste capítulo, Jesus ouve novamente um pedido por sinais do céu vindo dos saduceus e fariseus e os repreende afirmando novamente que o Sinal de Jonas será o único que lhes será dado.

## Guardai-vos do fermento

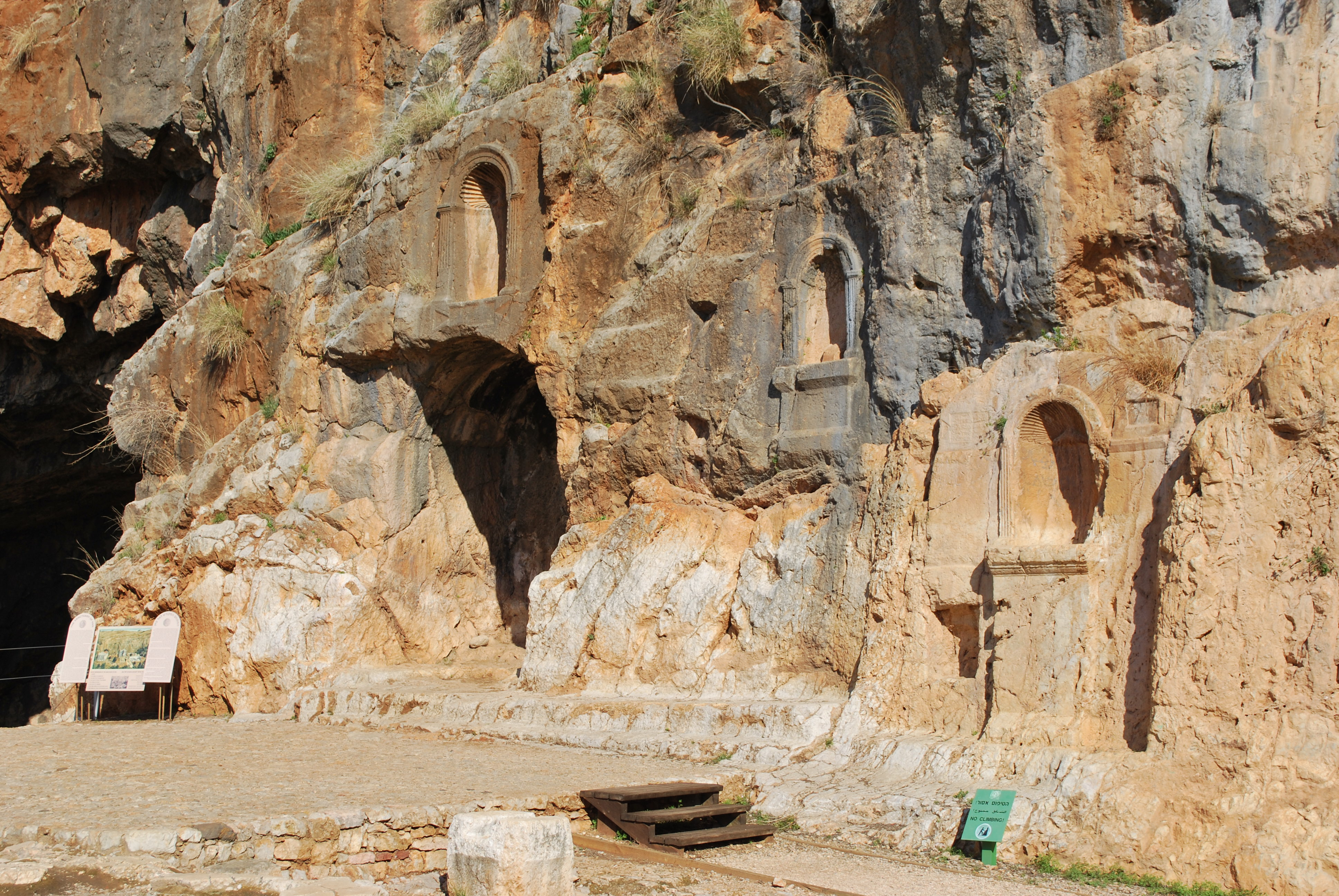
Cesareia de Filipe (moderna "Banias"), onde se passaram os eventos deste capítulo.

Logo que desembarcaram na outra margem do Mar da Galileia, os discípulo perceberam que esqueceram de levar pão e ouviram de Jesus: «Olhai e guardai-vos do fermento dos fariseus e dos saduceus.» (Mateus 16:6). Imediatamente eles começaram a discutir entre si sobre o pão e Jesus os repreendeu, lembrando-os dos eventos dos cinco pães para cinco mil e dos sete pães para quatro mil, quando nenhum pão ou fermento foi necessário. O próprio Mateus explica: «[Eles] Então entenderam que lhes não dissera que se guardassem do fermento dos pães, mas sim da doutrina dos fariseus e dos saduceus» (Mateus 16:12). Este trecho, sem a explicação, está em Marcos 8 (Marcos 8:13–21).

## Confissão de Pedro
No trecho mais famoso deste capítulo (Mateus 16:13–20), Mateus fala do evento conhecido como "Confissão de Pedro", no qual o apóstolo Pedro proclama Jesus como sendo o Cristo — o esperado Messias judaico. A proclamação está descrita também em Marcos 8 (Marcos 8 27:30) e Lucas 9 (Lucas 9:18–20).

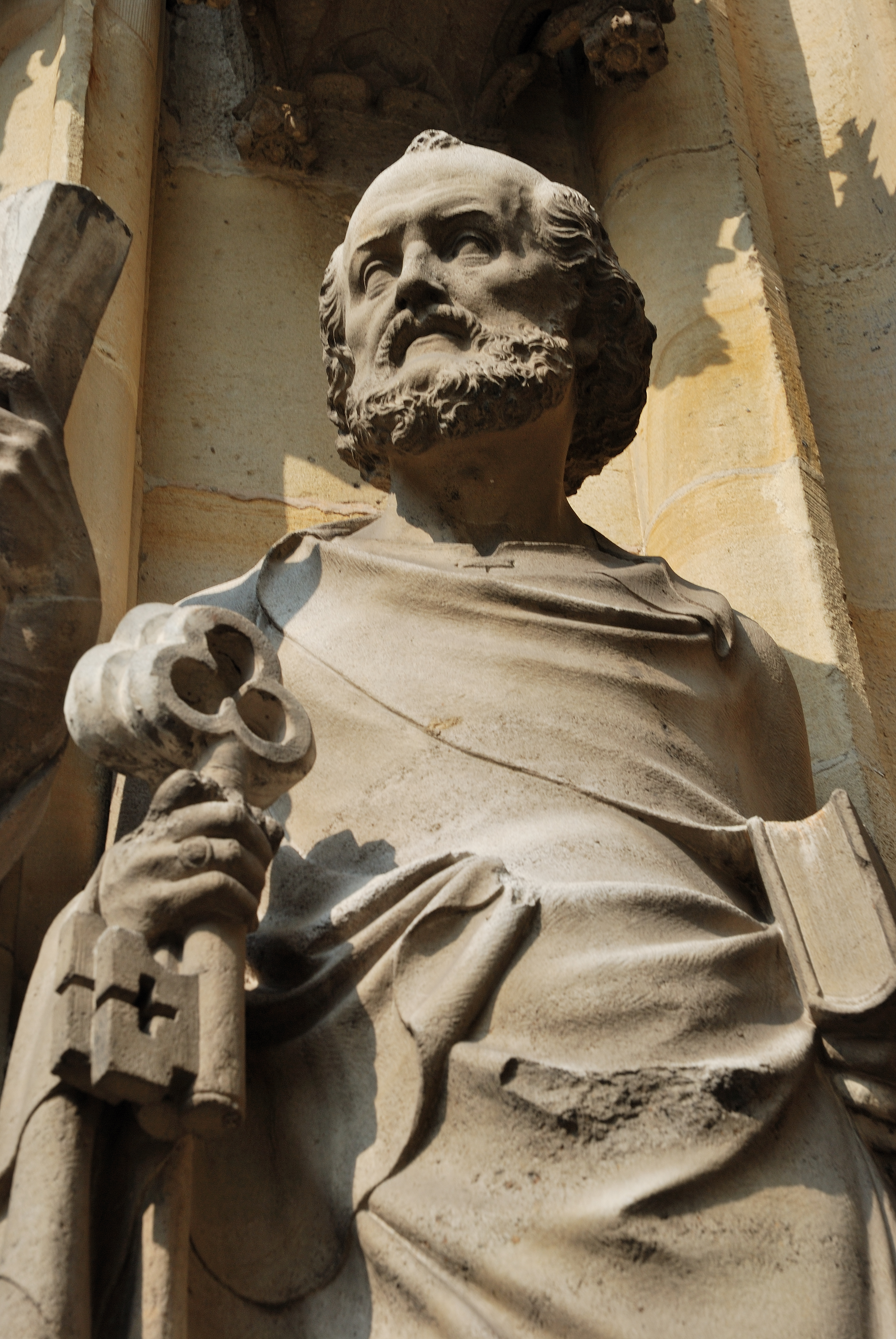
Pedro com as "chaves do céu".
Estátua na fachada da Überwasserkirche, em Münster.

Em Mateus, o episódio começa como um diálogo entre Jesus e seus discípulos. Jesus começa a perguntar sobre quais seriam as opiniões do povo em relação a si próprio, "Quem diz o povo ser o filho do homem?". Os discípulos então proveem uma variedade de hipóteses comuns na época, passando João Batista, Elias, Jeremias e outros profetas. "Mas vós, quem dizeis que sou eu?". Apenas Simão Pedro responde: " Tu és o Cristo, o Filho do Deus vivo.". Dos três evangelhos sinóticos, apenas em Mateus 16:17, Jesus abençoa Pedro por sua resposta e, posteriormente, o indica como sendo a rocha da Igreja:
| “ | «Também eu te digo que tu és Pedro, e sobre esta pedra edificarei a minha igreja; e as portas do Hades não prevalecerão contra ela. Dar-te-ei as chaves do reino dos céus. Dar-te-ei as chaves do reino dos céus: o que ligares sobre a terra, será ligado nos céus; e o que desligares sobre a terra, será desligado nos céus.» (Mateus 16:18–19) | ” |

Jesus pede então segredo sobre o fato de ele ser Cristo aos discípulos. A cena ocorre perto de Cesareia de Filipe, na Judeia, e no início da jornada final em direção a Jerusalém.

## Jesus profetiza sua morte e seu retorno
Depois de se declarar como Cristo, Jesus começou a revelar seu destino aos discípulos e, em Mateus 16:21–26 e em Marcos 8 (Marcos 8:31–33), Jesus profetiza sua morte pela primeira vez afirmando que «...ir a Jerusalém e padecer muitas coisas dos anciãos, dos principais sacerdotes e dos escribas, ser morto e ressuscitar ao terceiro dia.» (Mateus 16:21). Quando Pedro tentou pedir a Deus que isso não acontecesse, Jesus o admoestou bruscamente:
| “ | «Sai de diante de mim, Satanás; tu és para mim uma pedra de tropeço, porque não cuidas das coisas de Deus, mas sim das dos homens. Então disse Jesus a seus discípulos: Se alguém quer vir após mim, negue-se a si mesmo, tome a sua cruz e siga-me. Pois o que quiser salvar a sua vida, perdê-la-á; e o que perder a sua vida por minha causa, achá-la-á. Que aproveitará o homem, se ganhar o mundo inteiro e perder a sua vida? Ou que dará o homem em troca da sua vida?» (Mateus 16:23–28) | ” |

O capítulo termina (Mateus 16:27–28) com Jesus profetizando a sua volta no Juízo Final:
| “ | «Pois o Filho do homem há de vir na glória de seu Pai com os seus anjos, e então retribuirá a cada um segundo as suas obras. Em verdade vos digo que alguns dos que estão aqui, de modo algum morrerão, até que vejam o Filho do homem vir no seu reino.» (Mateus 16:27–28) | ” |